# Licantropia Apocalypse
Licantropia Apocalypse (Ginger Snaps 2: Unleashed) è un film del 2004 diretto da Brett Sullivan.

## Trama
Brigitte sta cercando di evitare ciò che è capitato a sua sorella Ginger, prima trasformata in lupo mannaro e poi uccisa da Brigitte stessa. Il terribile morbo scorre già nel suo sangue e l'unica speranza di salvezza risiede in un antidoto che tuttavia non fa altro che rallentare gli effetti del morbo. Reclusa in un centro di riabilitazione per tossicodipendenti, Brigitte, in stato confusionale, viene privata dell'antidoto che frena la sua brama di sangue e le impedisce di trasformarsi in un licantropo che istintivamente uccide chiunque sia sulla sua strada. Nel frattempo un altro lupo mannaro si aggira nei dintorni dandole la caccia. Stringendo amicizia con un'orfana, soprannominata Ghost, Brigitte riesce a scappare e si rifugia nella vecchia casa di Ghost. Lì tenterà inutilmente di fermare il morbo.

## Saga
Il film è il secondo capitolo della trilogia di cui fanno parte anche Licantropia Evolution (2000) e Licantropia (2004).